# Noah Bor
Noah Bor (28 juli 1977) is een Keniaanse atleet, die zich heeft toegelegd op de marathon.

## Loopbaan
Bor won in 2001 de marathon van Athene. In 2003 liep hij zijn persoonlijk record van 2:08.49 op de marathon van Rome en finishte hiermee op een tweede plaats.
In 2000 behaalde hij een achtste plaats op de Zevenheuvelenloop en in 2005 eindigde hij als vijfde op de marathon van Eindhoven.

## Persoonlijke records
| Onderdeel      | Prestatie | Datum             | Plaats   |
| -------------- | --------- | ----------------- | -------- |
| halve marathon | 1:02.02   | 26 september 1999 | Gargnano |
| marathon       | 2:08.49   | 23 maart 2003     | Rome     |

## Palmares

### 10 km
- 2000:  Trofeo Asics Run in Cuneo - 28.06

### 15 km
- 2000: 8e Zevenheuvelenloop - 44.19

### 10 Eng. mijl
- 2000: 5e Dieci Miglia del Garda - 49.58

### halve marathon
- 1999:  halve marathon van Gargnano - 1:02.02
- 2001:  halve marathon van Nice - 1:02.21
- 2002:  halve marathon van Parma - 1:02.07

### marathon
- 2001:  marathon van Athene - 2:19.26
- 2002: 4e marathon van Los Angeles - 2:16.17
- 2002: 4e marathon van Carpi - 2:11.43
- 2003:  marathon van Rome - 2:08.48
- 2003: 10e marathon van Seoel - 2:16.18
- 2004: 6e marathon van San Diego - 2:13.28
- 2005: 12e marathon van Mumbai - 2:17.54
- 2005: 4e marathon van Praag - 2:13.58
- 2005: 5e marathon van Eindhoven - 2:09.20
- 2006: 6e marathon van Hongkong - 2:18.17
- 2006: haas marathon van Londen - 2:29.13 (gelopen als haas voor de vrouwen)